# Bom Jesus do Galho
Bom Jesus do Galho, amtlich portugiesisch Município de Bom Jesus do Galho, ist eine Stadt in Minas Gerais, Brasilien.
Sie lag von 1989 bis 2017 in der Mikroregion Caratinga sowie der Mesoregion Vale do Rio Doce und grenzt an die Gemeinden Caratinga, Córrego Novo, Entre Folhas, Marliéria, Pingo-d’Água, Raul Soares, Timóteo und Vargem Alegre.